# Stephan Albrecht (Kunsthistoriker)

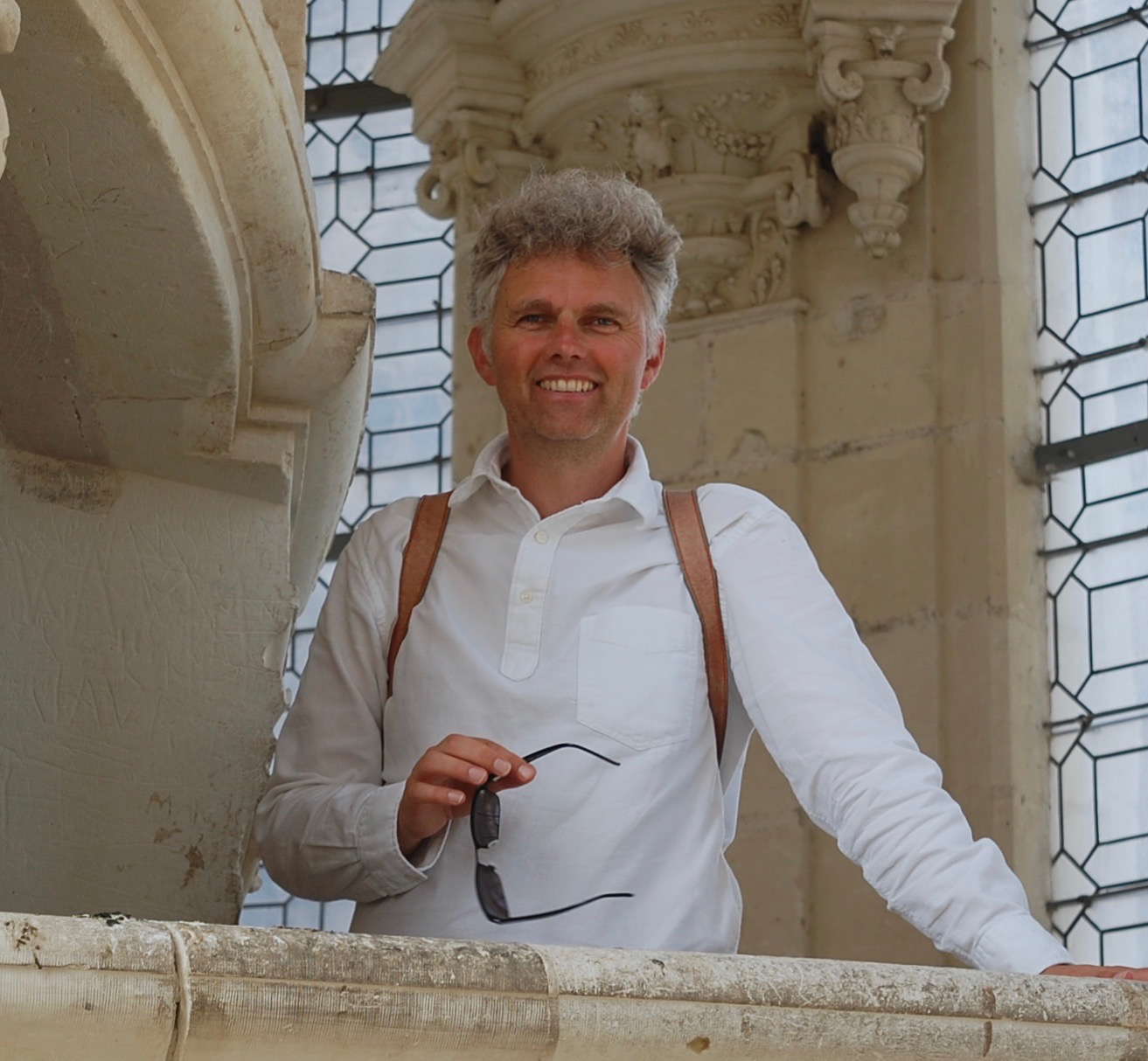
Stephan Albrecht

Stephan Albrecht (* 1963 in Flensburg) ist ein deutscher Kunsthistoriker und Professor für Kunstgeschichte an der Otto-Friedrich-Universität Bamberg.

## Leben
Nach dem Abitur studierte Albrecht Kunstgeschichte, Klassische Archäologie und Kirchengeschichte in Kiel, Wien, Berlin (FU), Freiburg i.Br. und Leiden. 1991 wurde er in Kiel promoviert. 2001 folgte die Habilitation an der Universität Tübingen. Nach einer Reihe von Vertretungsprofessuren, u. a. in München, Bern und Stuttgart, folgte der Ruf nach Bamberg, wo er seit 2009 Inhaber des Lehrstuhls für mittelalterliche Kunstgeschichte ist.
Albrechts Forschung konzentriert sich auf die Kunst des Mittelalters und der frühen Neuzeit. Neben Untersuchungen zur mittelalterlichen Stadt und zum Rathausbau beschäftigt er sich mit mittelalterlichen Kathedralen in Frankreich, Deutschland und England.
Ein besonderer Schwerpunkt liegt auf der Erforschung des mittelalterlichen Kirchenportals. Hierbei verbindet er methodisch die Möglichkeiten naturwissenschaftlicher Untersuchungen und der Scantechnik mit klassischen kunsthistorischen Fragestellungen.
Über zehn Jahre hat Albrecht zusammen mit seinem Team die Kathedrale Notre-Dame in Paris vermessen und untersucht. Er ist Mitglied in mehreren Arbeitsgruppen zum Wiederaufbau der Kathedrale nach dem Brand von 2019. 2023 wurde Stephan Albrecht zum Chevalier (Ritter) des Ordre des Arts et des Lettres des französischen Staates ernannt.

## Publikationen (Auswahl)
- Das Bremer Rathaus im Zeichen städtischer Selbstdarstellung vor dem 30-jährigen Krieg. Marburg 1993.
- Die mittelalterlichen Flügelaltäre der Hansestadt Wismar. Kiel 1998. (in Zusammenarbeit mit Anna E. Albrecht)
- Die Inszenierung der Vergangenheit im Mittelalter. Die Klöster von Glastonbury und Saint-Denis. München, Berlin 2003.
- Mittelalterliche Rathäuser in Deutschland. Form und Funktion. Darmstadt 2004.
- Turin. Die Erfindung der Hauptstadt. Fulda 2016.
- Das Kirchenportal im Mittelalter. Fulda 2018.
- Die Querhausportale der Kathedrale Notre-Dame in Paris. Erscheint Fulda 2020.

### Herausgeberschaft
- mit Michaela Braesel, Sabine Fastert, Andrea Gottdang und Gabriele Wimböck: Kunst – Geschichte – Wahrnehmung. München 2008.
- Stadtgestalt und Öffentlichkeit. Entstehung, Nutzung und Gestaltung von Stadtzentren in Mittelalter und Früher Neuzeit. Köln 2010.
- Der Bamberger Dom im europäischen Kontext. Bamberg 2015.
- Buchners Kompendium Kunst. Von der Antike bis zur Gegenwart. Unterrichtswerk für die Oberstufe. Bamberg 2016.
- in Zusammenarbeit mit Martin Höppl: München – Stadtbaugeschichte vom Mittelalter bis zur Gegenwart. Petersberg 2016.